# 중앙경찰서 (도쿄도)

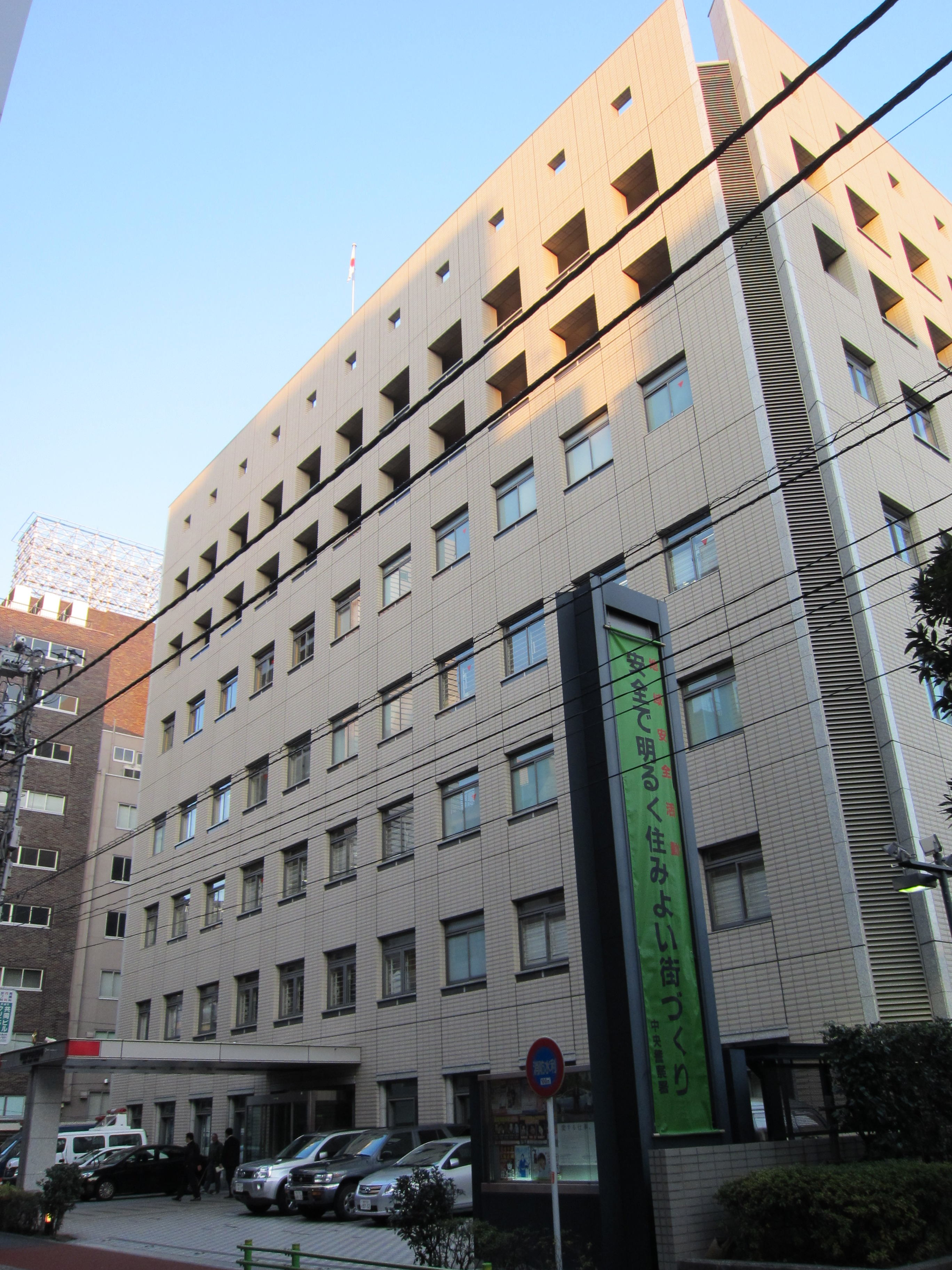
중앙경찰서

중앙경찰서(일본어: 中央警察署 주오케사쓰쇼[*])는 도쿄도 주오구 니혼바시카부토정에 위치한 경찰서이다. 도쿄에 있는 경시청이 관할한다.